# Imbrucciata

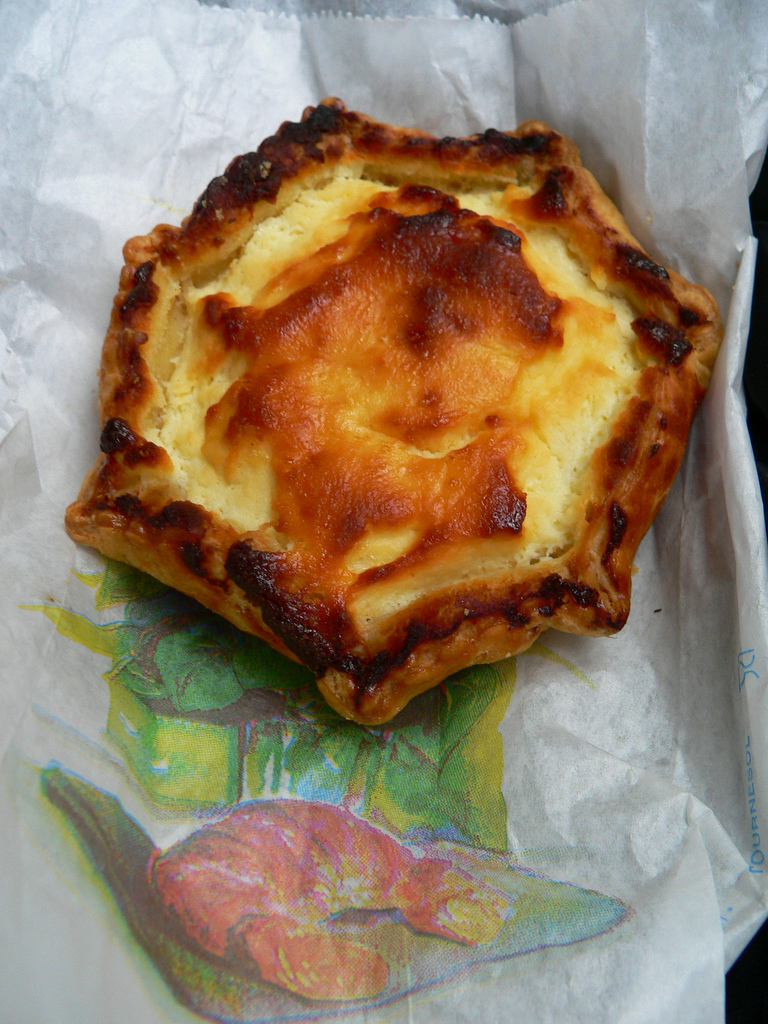
Un imbrucciata.

Imbrucciata (pluriel : imbrucciati) ou ambrucciata, est un dessert typique de Corse, semblable à un petit fiadone mais, à la différence de celui-ci, il a une couche de fond de pâte brisée,. Les ingrédients de la garniture sont le brocciu, le sucre, les œufs et le zeste de citron.
Le gâteau a une forme ronde avec des petits morceaux de pâte tout autour du bord : ceux-ci sont formés en pinçant la pâte lors de la préparation. Son diamètre varie de 8 à 10 cm, et de 2 à 3 cm. d'épaisseur. L'aspect de ce gâteau, après une cuisson dans un four à chaleur modérée, est levé avec une croûte très fine dorée.